# Mariastella Gelmini

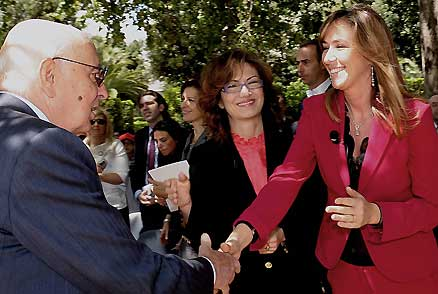
Mariastella Gelmini (midden) met President Napolitano en Stefania Prestigiacomo.

Mariastella Gelmini (Leno, 1 juli 1973) is een Italiaans politica en voormalig Italiaanse Minister van Onderwijs, Universiteit en Wetenschap.

## Biografie
Mariastella Gelmini werd lid van de partij Forza Italia na de oprichting van deze partij in 1994. In 1998 werd zij tijdens de lokale verkiezingen verkozen in de gemeenteraad van Desenzano del Garda.
Ze is afgestudeerd in de rechten aan de Universiteit van Brescia en is gespecialiseerd in het zogenaamde Administratief Recht. In 2002 is ze geslaagd als advocaat bij het Hof van Beroep van de regio Calabrië.
Vanaf 2002 was ze adviseur voor de Provincie Brescia, waar ze onder andere het "Piano Territoriale di Coordinamento Provinciale" (Plan Provinciale Territoriale Coördinatie)  heeft ontwikkeld. In 2004 werd ze adviseur voor Landbouw voor dezelfde provincie.
In 2005 werd ze gekozen in het regionale parlement van Lombardije, later werd ze Regionaal Coördinator van Lombardije.
Na de verkiezingen in 2006 trad ze toe tot Kamer van Afgevaardigden. In 2008 werd ze herkozen in de Kamer van Afgevaardigden, maar nu namens het Volk van de Vrijheid, de partij waar onder andere Forza Italia in opgegaan is. In mei werd ze benoemd tot minister van Onderwijs, Universiteit en Wetenschap.